# بوبي ووماك
بوبي ووماك (بالإنجليزية: Bobby Womack)‏ هو كاتب أغاني ومغن مؤلف وموسيقي ومنتج أسطوانات وعازف قيثارة أمريكي، ولد في 4 مارس 1944 في كليفلاند في الولايات المتحدة، وتوفي في 27 يونيو 2014 في طرزانا، لوس أنجلوس في الولايات المتحدة بسبب مرض.

## وصلات خارجية
- الموقع الرسمي
- بوبي ووماك على موقع IMDb (الإنجليزية)
- بوبي ووماك على موقع الموسوعة البريطانية (الإنجليزية)
- بوبي ووماك على موقع ميوزك برينز (الإنجليزية)
- بوبي ووماك على موقع رولينغ ستون (الإنجليزية)
- بوبي ووماك على موقع إن إن دي بي (الإنجليزية)
- بوبي ووماك على موقع أول ميوزيك (الإنجليزية)
- بوبي ووماك على موقع ديسكوغز (الإنجليزية)
- بوبي ووماك على موقع قاعدة بيانات الفيلم (الإنجليزية)